# ホオジロガモ

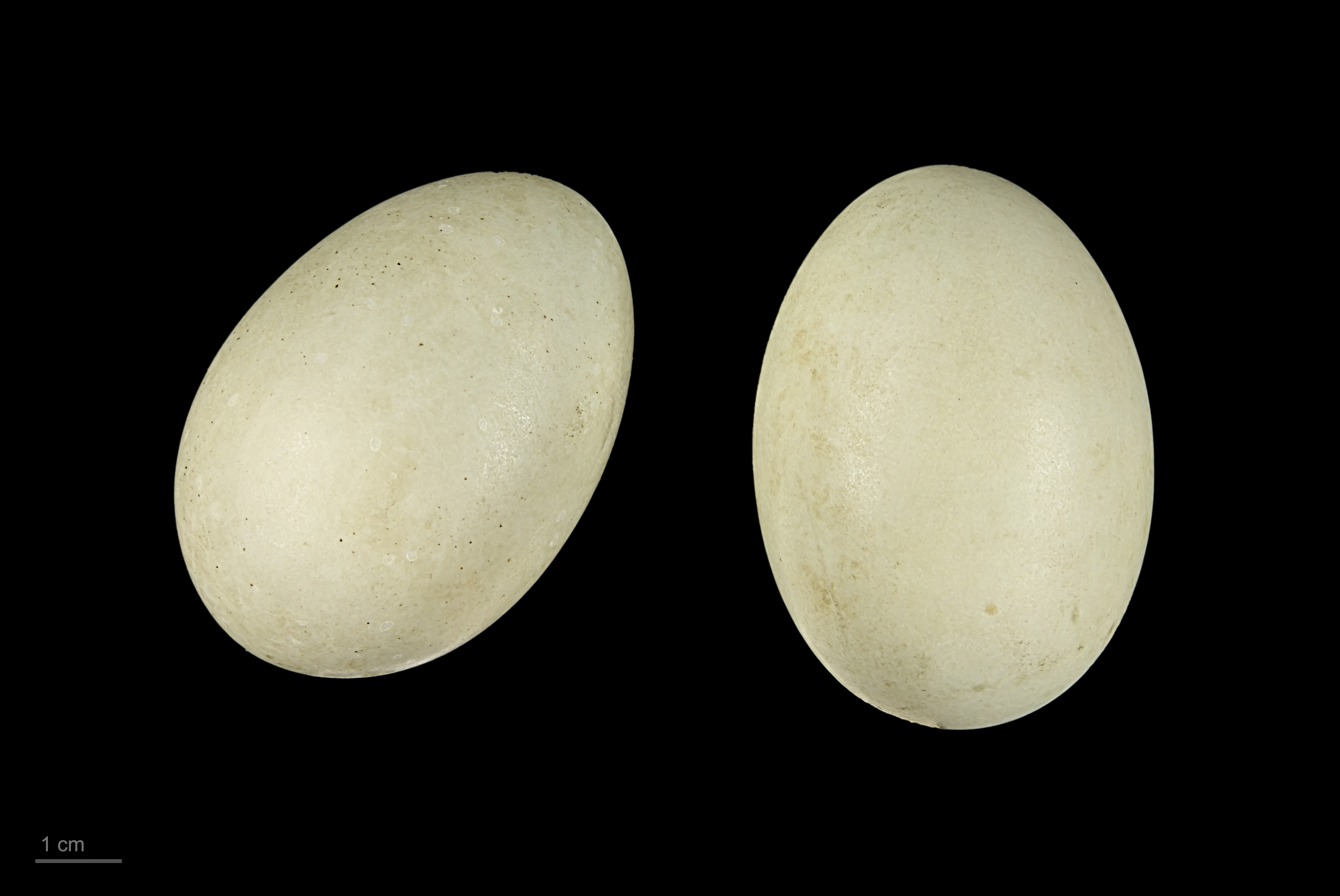
Bucephala clangula

ホオジロガモ（頬白鴨、学名：Bucephala clangula）は、カモ目カモ科に分類される鳥類の一種である。和名の由来は、頬に白い模様があることによる。学名の内、属名Bucephalaはアレクサンドロス3世（大王）の馬の名前からつけられたもので、種小名clangulaは「やかましく騒ぐ」ことを意味する。

## 画像

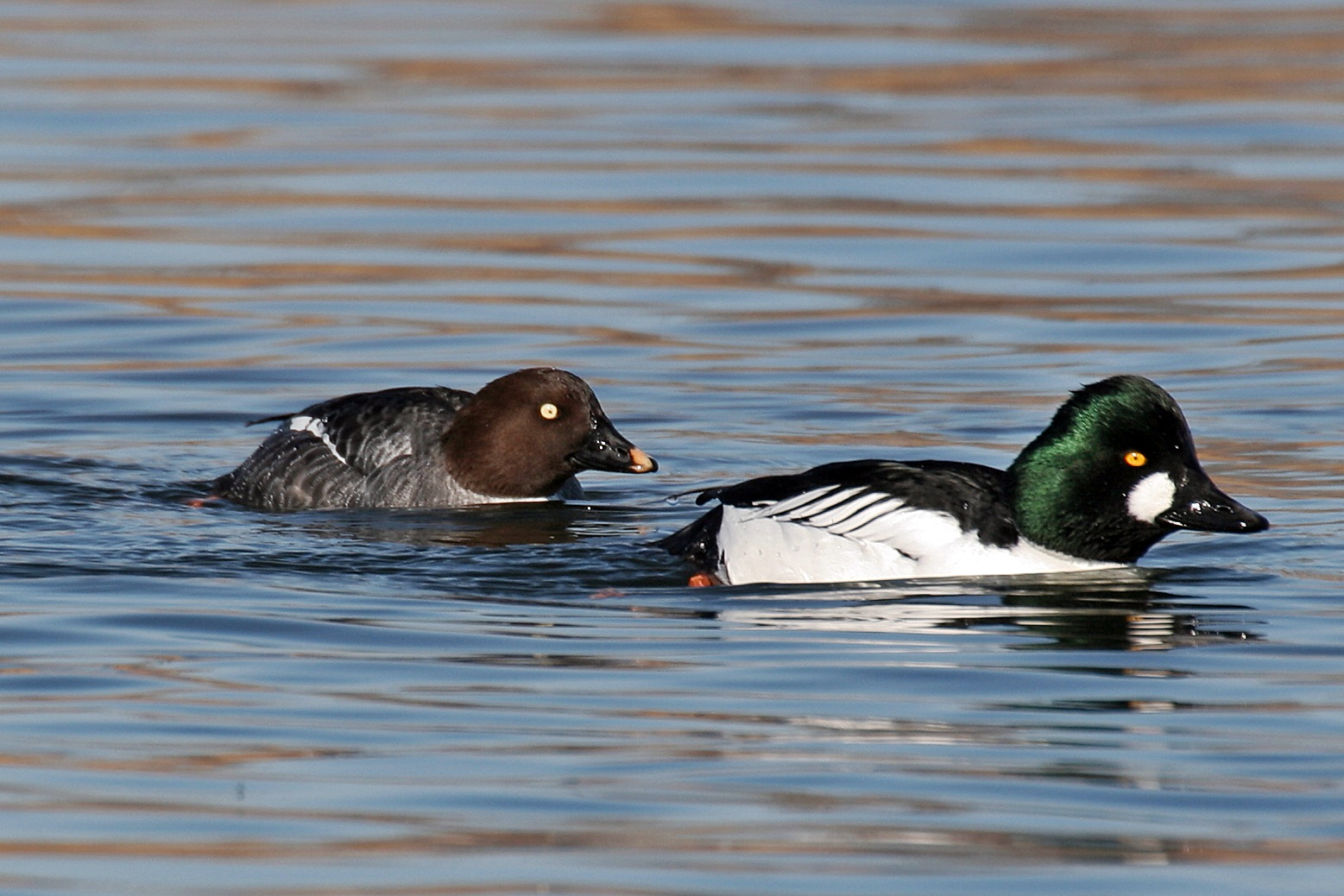
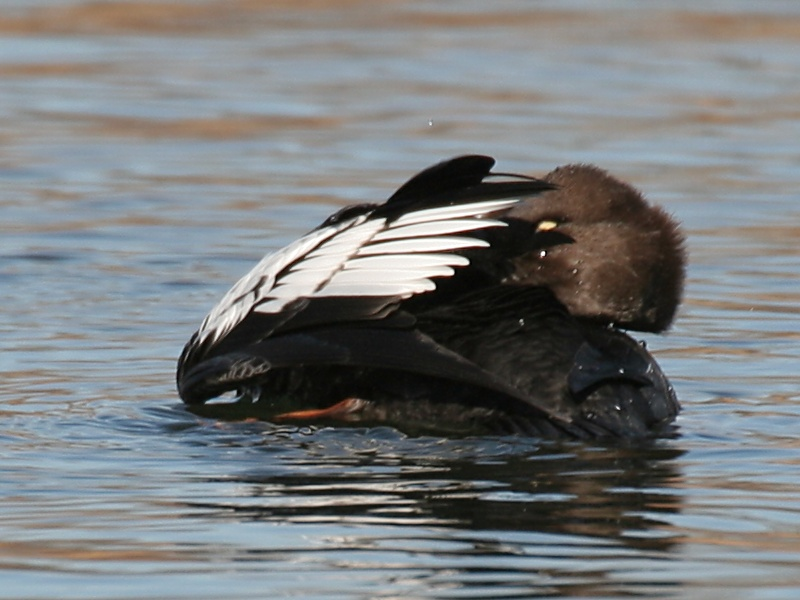
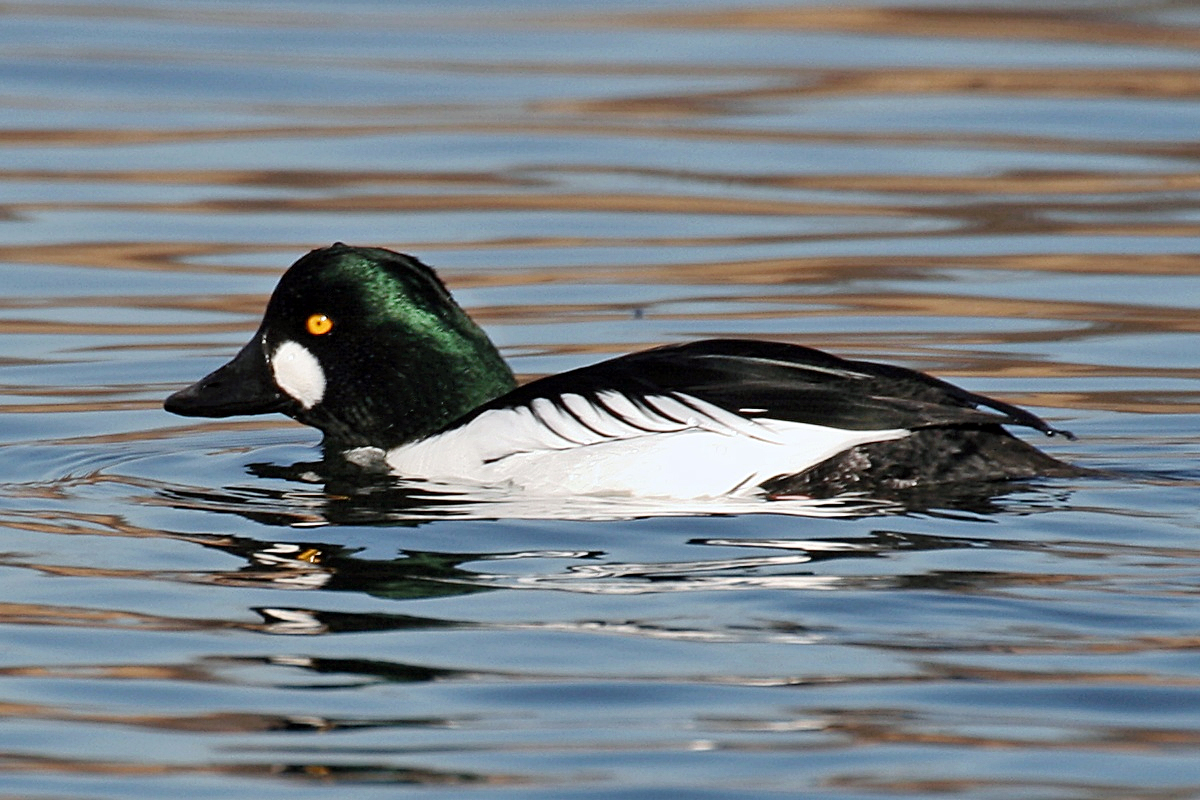

## 分布
北ヨーロッパからシベリア、カムチャツカまでのツンドラ以南の森林、南はウスリーで繁殖し、地中海やペルシア湾、日本、中国南部、朝鮮半島などで越冬する旧北区亜種と、アラスカやカナダで繁殖し、アメリカ中部などで越冬する新北区亜種に分けられる。
日本へは亜種ホオジロガモが冬鳥として渡来する。北日本に多く渡来し、本州中部以南で観察される個体は多くない。

## 形態
全長はオスで約46cm。雌雄とも他のカモ類と比べて、体の割りに頭部が大きく見える。雄は頭部が緑色の光沢のある黒色で、顔の前面に丸い白斑がある。背は黒く、胸、腹、尾羽は白い。雌は頭部と背は褐色で、体下面は灰褐色。顔の白斑はない。

## 生態
4月から6月にかけて繁殖する。繁殖期は、森林帯の川や湖沼に生息する。越冬時には群れを作り、内湾や港など波の静かな海域に生息する。河口や内陸の湖沼に入ることもある。
潜水して甲殻類やイカ、貝類などの軟体動物を捕食するが、魚類や水草なども食べる。
繁殖形態は卵生。樹洞や地上の穴などに枯れ草や羽毛を敷いて営巣し、同じ場所に繰り返し営巣する。1腹の産卵数は7-11個。抱卵、育雛は雌が行う。抱卵日数は27-30日で、雛は約60日で親から独立する。
雄は繁殖期に「ギー　ギッギー」と濁った声や「クィ　リーク」と鳴き、頭の羽毛をふくらましたり、頭を曲げ伸ばしする求愛ディスプレイを行う。近縁種のキタホオジロガモとは、オスの求愛ディスプレイの動作や鳴き声が明らかに異なっている。そのせいか、本種とキタホオジロガモは分布の重なりがあるにもかかわらず、自然界での雑種の報告はごくわずかしかない。

## 亜種
以下の2亜種に分類される。
- Bucephala clangula clangula ホオジロガモ
- Bucephala clangula americana アメリカホオジロガモ